# Abaré
Abaré là một đô thị thuộc bang Bahia, Brasil. Đô thị này có diện tích 1693,69 km², dân số năm 2007 là 14133 người, mật độ 8,33 người/km².